# Torneo Apertura de la Tercera División B de Chile 2013
El Campeonato Nacional "La Cuarta" de Tercera División B de Chile 2013 fue la 26.º temporada del campeonato de la Serie E del fútbol chileno y que lo organiza la Asociación Nacional de Fútbol Amateur de Chile (ANFA) con jugadores nacionales menores a 23 años, siendo una categoría sub-23.
El número de equipos participantes son 19, sin embargo, solo 10 de ellos participan desde la temporada anterior, destacándose la inclusión en un grupo aparte de siete instituciones nuevas que son:
Estrella del Huasco, Provincial Marga Marga, Deportes Limache, Triángulo de Maipú, Real Juventud San Joaquín, Juventud Salvador, Nueva Juventud de San Ramón.
Mención aparte para los equipos de Deportes Tocopilla Litueche que vuelve después de 5 años a la competencia representando a la localidad de Litueche y Deportes Rengo que vuelve tras un año en la división superior de Tercera A 2012.
Estos equipos reemplazan a los descendidos: Academia Machalí, Deportes Cerro Navia y Unión Molina FC y los ascendidos: Deportes Santa Cruz, Malleco Unido, Defensor Casablanca, Pudahuel Barrancas y Gerenal Velásquez.
Tras numerosas negociaciones, se acordó con la ANFA la inclusión de los siguientes clubes para el torneo del año 2014: Deportes Provincial Osorno, que volvería a la competición oficial.
La principal característica para este torneo es que será un Torneo de Transición que adoptara en su siguiente formato el calendario impuesto por ANFP, además que ha de otorgar tres cupos directos para Tercera División A para el Campeonato Oficial 2013-14.

## Relevos
| 1º | Deportes Santa Cruz |
| 2° | Malleco Unido       |
| 3° | Defensor Casablanca |
| 4° | Pudahuel Barrancas  |
| 5º | General Velásquez   |

| 1º | Estrella del Huasco         |
| 2º | Deportes Limache            |
| 3º | Provincial Marga Marga      |
| 4º | Triángulo de Maipú          |
| 5º | Real San Joaquín            |
| 6º | Juventud Salvador de P.A.C. |
| 7º | Nueva San Ramón             |
| 8º | Deportes Tocopilla Litueche |

| 5° | Academia Machalí     |
| 5° | Deportes Cerro Navia |
|    | Unión Molina FC      |

| 7º | Deportes Rengo |

## Información
| Equipo                                     | Equipo                 | Entrenador       | Entrenador               | Ciudad | Ciudad              | Estadio                   | Capacidad | Marca             | Marca                 | Patrocinador     | Patrocinador           |
| ------------------------------------------ | ---------------------- | ---------------- | ------------------------ | ------ | ------------------- | ------------------------- | --------- | ----------------- | --------------------- | ---------------- | ---------------------- |
|                                            | Deportes Coronel       | Bandera de Chile | Francisco Castillo       |        | Coronel             | Bernardino Luna           | 1.000     | Bandera de Chile  | Romma                 | Bandera de Chile | Quesos Boyén           |
|                                            | Deportes Limache       | Bandera de Chile | Mauricio Riffo Lillo     |        | Limache             | Municipal de Limache      | 1.500     | Bandera de Chile  | JCQ                   | Bandera de Chile | Bosch                  |
|                                            | Deportes Rengo         | Bandera de Chile | Cesar Bustamante         |        | Rengo               | Guillermo Guzmán          | 2.000     |                   |                       |                  |                        |
|                                            | Tocopilla Litueche     | Bandera de Chile | Manuel Soto Fuentes      |        | Litueche            | Municipal de Litueche     | 2.000     |                   |                       |                  |                        |
|                                            | Estrella del Huasco    | Bandera de Chile | Ramón Climent            |        | Vallenar            | Municipal de Vallenar     | 6.000     | Bandera de Chile  | Romma                 | Bandera de Chile | Tamarugal              |
|                                            | Ferroviarios de Chile  | Bandera de Chile | Claudio Quintilllani     |        | Estación Central    | Los Nogales               | 1.500     | Bandera de Brasil | Dalponte              | Bandera de Chile | Estación Central       |
|                                            | Independiente          | Bandera de Chile | Rubén Martínez           |        | Cauquenes           | Fiscal Manuel Moya Medel  | 4.000     | Bandera de Brasil | Dalponte              | Bandera de Chile | Constructora Pehuenche |
|                                            | Jugendland             | Bandera de Chile | Jorge Guzmán             |        | Peñaflor            | Aurelio Domínguez         | 1.000     |                   |                       |                  |                        |
|                                            | Juventud Puente Alto   | Bandera de Chile | Pedro Morales            |        | Puente Alto         | Municipal de Puente Alto  | 1.900     |                   |                       | Bandera de Chile | Kitadol                |
|                                            | Juventud Salvador      | Bandera de Chile | Manuel Rodríguez Garrido |        | PAC                 | Municipal de PAC          | 1.350     | Bandera de Chile  | JCQ                   | Bandera de Chile | Nuñez                  |
|                                            | Lautaro de Buin        | Bandera de Chile | Juan Soto                |        | Buin                | Municipal de Buin         | 1.100     |                   |                       |                  |                        |
|                                            | Luis Matte Larraín     | Bandera de Chile | Eduardo Ferj             |        | Puente Alto         | Municipal de Puente Alto  | 1.900     | Bandera de Chile  | Training Professional |                  |                        |
|                                            | Municipal San Pedro    | Bandera de Chile | Italo Aranda             |        | San Pedro de la Paz | Boca Sur                  | 2.062     | Bandera de Chile  | Romma                 | Bandera de Chile | San Pedro de la Paz    |
|                                            | Nueva San Ramón        | Bandera de Chile | Gustavo Sepúlveda        |        | San Ramón           | Lo Blanco                 |           |                   |                       |                  |                        |
|                                            | Provincial Marga Marga | Bandera de Chile | Rolando Santelices       |        | Quilpué             | Villa Olímpica            | 2.500     |                   |                       |                  |                        |
|                                            | Real San Joaquín       | Bandera de Chile | Jaime Lizama             |        | San Joaquín         | Municipal de Peñalolén    | 3.500     | Bandera de Chile  | Kuden                 | Bandera de Chile | Yp                     |
|                                            | San Bernardo Unido     | Bandera de Chile | José Miguel González     |        | San Bernardo        | Municipal de San Bernardo | 3.000     | Bandera de Chile  | Ripholia              |                  |                        |
|                                            | Tomás Greig            | Bandera de Chile | John Greig               |        | Rancagua            | Guillermo Saavedra        | 2.000     | Bandera de Chile  | Deportes Player       | Bandera de Chile | RSC Metalúrgica        |
|                                            | Deportivo Triángulo    | Bandera de Chile | Sergio Olivares          |        | Estación Central    | Triángulo de Maipú        | 300       |                   |                       |                  |                        |
| Datos actualizados el 06 de julio de 2013. |                        |                  |                          |        |                     |                           |           |                   |                       |                  |                        |

## Primera Fase

### Grupo A
Fecha de actualización: 3 de agosto de 2013
| Pos. | Equipos                | PJ | PG | PE | PP | GF | GC | Dif. | Pts. |
| ---- | ---------------------- | -- | -- | -- | -- | -- | -- | ---- | ---- |
| 1.   | Estrella del Huasco    | 12 | 8  | 2  | 2  | 40 | 12 | +28  | 26   |
| 2.   | Provincial Marga-Marga | 12 | 8  | 2  | 2  | 29 | 6  | +23  | 26   |
| 3.   | Deportes Limache       | 12 | 7  | 1  | 4  | 31 | 17 | +14  | 22   |
| 4.   | Juventud Salvador      | 12 | 5  | 2  | 5  | 12 | 15 | -3   | 17   |
| 5.   | Real San Joaquín       | 12 | 5  | 1  | 6  | 19 | 20 | -1   | 16   |
| 6.   | Triángulo              | 12 | 4  | 0  | 8  | 19 | 27 | -8   | 12   |
| 7.   | Nueva San Ramón        | 12 | 1  | 0  | 11 | 7  | 61 | -54  | 3    |

|    |                          |  |
| +3 | Bonificado con 3 puntos. |  |
| +2 | Bonificado con 2 puntos. |  |
| +1 | Bonificado con 1 punto.  |  |

### Grupo B
Fecha de actualización: 14 de julio de 2013
| Pos. | Equipos              | PJ | PG | PE | PP | GF | GC | Dif. | Pts. |
| ---- | -------------------- | -- | -- | -- | -- | -- | -- | ---- | ---- |
| 1.   | Lautaro de Buin      | 10 | 10 | 0  | 0  | 35 | 8  | +27  | 30   |
| 2.   | Jugendland           | 10 | 5  | 2  | 3  | 16 | 13 | +3   | 17   |
| 3.   | Juventud Puente Alto | 10 | 4  | 2  | 4  | 20 | 14 | +6   | 14   |
| 4.   | Ferroviarios         | 10 | 4  | 0  | 6  | 20 | 16 | +4   | 12   |
| 5.   | Luis Matte Larraín   | 10 | 2  | 1  | 7  | 15 | 30 | -15  | 7    |
| 6.   | San Bernardo Unido   | 10 | 1  | 3  | 6  | 6  | 31 | -25  | 6    |

|  |                                           |
|  | En zona de clasificación a la Fase Final. |

### Grupo C
Fecha de actualización: 13 de julio de 2013
| Pos. | Equipos             | PJ | PG | PE | PP | GF | GC | Dif. | Pts. |
| ---- | ------------------- | -- | -- | -- | -- | -- | -- | ---- | ---- |
| 1.   | Deportes Tocopilla  | 10 | 7  | 2  | 1  | 17 | 7  | +10  | 23   |
| 2.   | Independiente       | 10 | 7  | 1  | 2  | 23 | 10 | +13  | 22   |
| 3.   | Tomás Greig         | 10 | 5  | 2  | 3  | 20 | 10 | +10  | 17   |
| 4.   | Deportes Rengo      | 10 | 4  | 2  | 4  | 15 | 17 | -2   | 14   |
| 5.   | Deportes Coronel    | 10 | 1  | 2  | 6  | 7  | 24 | -17  | 5    |
| 6.   | Municipal San Pedro | 10 | 1  | 1  | 8  | 9  | 23 | -14  | 4    |

|  |                                           |
|  | En zona de clasificación a la Fase Final. |
|  | No avanza por ser equipo debutante.       |

- Nota: por su condición de debutante, Deportes Tocopilla no podrá ascender en caso de terminar en 1.º , 2.º o 3.º lugar, relegando su cupo al equipo que lo sucede en la tabla.

## Fase Final
- Actualizado el 25 de agosto de 2013

| Pos. | Equipos              | PJ | PG | PE | PP | GF | GC | Dif. | Pts. |
| ---- | -------------------- | -- | -- | -- | -- | -- | -- | ---- | ---- |
| 1.   | Independiente        | 10 | 6  | 2  | 2  | 17 | 9  | +8   | 20   |
| 2.   | Tomás Greig          | 10 | 5  | 1  | 4  | 21 | 16 | +5   | 16   |
| 3.   | Jugendland           | 10 | 5  | 1  | 4  | 16 | 14 | +2   | 16   |
| 4.   | Deportes Rengo       | 10 | 4  | 2  | 4  | 15 | 18 | -3   | 14   |
| 5.   | Lautaro de Buin      | 10 | 3  | 3  | 4  | 10 | 12 | -2   | 12   |
| 6.   | Juventud Puente Alto | 10 | 2  | 1  | 7  | 13 | 23 | -10  | 7    |

|     |                                        |  |
| (C) | Campeón y asciende a Tercera División. |  |
|     | Ascienden a Tercera División.          |  |

## Campeón
| Campeón Independiente Asciende a Tercera |

## Goleadores
- Fecha de actualización 17 de agosto de 2013.

| Jugador              | Equipo                 | Goles anotados |
| -------------------- | ---------------------- | -------------- |
| Gilberto Torres      | Estrella del Huasco    | 16             |
| Raúl Caiseo          | Lautaro de Buin        | 17             |
| Bryan Muñoz          | Lautaro de Buin        | 11             |
| Nicolás Arratia      | Juventud Puente Alto   | 11             |
| Felipe Arancibia     | Deportes Limache       | 10             |
| Luis González        | Independiente          | 10             |
| Oscar Méndez         | Independiente          | 9              |
| Juan Carlos Martínez | Lautaro de Buin        | 9              |
| Jesús Carrillo       | Tomas Greig            | 9              |
| Cristopher Vásquez   | Tomas Greig            | 9              |
| Paulo Reinoso        | Deportes Limache       | 7              |
| Ricardo Silva        | Estrella de Huasco     | 7              |
| Víctor Valencia      | Provincial Marga Marga | 7              |
| José Lobos           | Tocopilla Litueche     | 7              |
| Michael Varas        | Deportes Rengo         | 6              |
| Roberto Calderón     | Independiente          | 6              |
| Felipe Valencia      | Provincial Marga Marga | 6              |